# Stazione di Buttapietra
Stazione di Buttapietra vasútállomás Olaszországban, Veneto régióban, Buttapietra településen.

## Vasútvonalak
Az állomást az alábbi vasútvonalak érintik:
- Verona–Bologna-vasútvonal
- Verona-Rovigo-vasútvonal

## Kapcsolódó állomások
A vasútállomáshoz az alábbi állomások vannak a legközelebb: 
- Stazione di Verona Porta Nuova
- Stazione di Isola della Scala